# ایزوتوپ‌های اوگانسون
عنصر اوگانسون یک عنصر مصنوعی تازه کشف شده است که در برخورددهنده‌ها تولید و ردیابی می‌شود و در نتیجه هیچگونه ایزوتوپ پایداری از آن وجود ندارد و جرم اتمی استانداردی نیز نمی‌توان به آن نسبت داد. نخستین و تنها ایزوتوپ کشف شده این عنصر ۲۹۴Og است که در سال ۲۰۰۶ کشف گردید. نیمه عمر این ایزوتوپ پرتوزا تنها ۸۹۰ میکروثانیه است.

## جدول ایزوتوپ ها
| نماد  | Z(p) | N(n) | جرم ایزوتوپ (u) | نیمه عمر | حالت واپاشی | ایزوتوپ‌های دختر | اسپین هسته‌ای |
| ----- | ---- | ---- | --------------- | -------- | ----------- | --------------- | ------------ |
| ۲۹۴Og | ۱۱۸  | ۱۷۶  | ۲۹۴٫۲۱۳۹۲(۷۱)#  | ۸۹۰ µs   | α           | ۲۹۰Lv           |              |